# Joseph Areruya
Joseph Areruya, né le 1er janvier 1996, est un coureur cycliste rwandais.

## Biographie
En avril 2019, il devient le premier Rwandais et le premier coureur d’Afrique noire, à participer à Paris-Roubaix. Il termine la course, mais arrive hors-délais.

## Palmarès
- 2015
  -  Champion du Rwanda sur route espoirs
  - Kivu Race
  - 2e du championnat du Rwanda sur route
  - 2e du Tour du Rwanda
  -  Médaillé de bronze du contre-la-montre par équipes aux Jeux africains
  - 3e du championnat du Rwanda du contre-la-montre
  - 3e du championnat du Rwanda du contre-la-montre espoirs
- 2016
  - Circuit international de Constantine
  - Farmer's Circuit
  - Kivu Race
  - 4e étape du Tour du Rwanda
  - 2e du Grand Prix d'Oran
  - 2e du Tour international de Blida
- 2017
  - 5ea étape du Girobio
  - Tour du Rwanda : 
    - Classement général
    - 1re et 3e étapes

  -  Médaillé de bronze du championnat d'Afrique du contre-la-montre par équipes
  -  Médaillé de bronze du championnat d'Afrique du contre-la-montre espoirs
  -  Médaillé de bronze du championnat d'Afrique sur route espoirs
- 2018
  -  Champion d'Afrique sur route espoirs
  -  Champion d'Afrique du contre-la-montre espoirs
  -  Champion du Rwanda du contre-la-montre
  - UCI Africa Tour
  - Tropicale Amissa Bongo : 
    - Classement général
    - 4e étape

  - Classement général du Tour de l'Espoir
  -  Médaillé d'argent du championnat d'Afrique du contre-la-montre par équipes
  -  Médaillé de bronze du championnat d'Afrique du contre-la-montre
- 2019
  -  Champion du Rwanda du contre-la-montre
  -  Médaillé de bronze du contre-la-montre par équipes aux Jeux africains
- 2021
  - Patriotism Race
  -  Médaillé d'argent du championnat d'Afrique du contre-la-montre par équipes
- 2022
  - 1re étape du Tour de Martinique
- 2023
  - 3e du championnat du Rwanda du contre-la-montre

## Classements mondiaux
| Année                                 | 2015 | 2016 | 2017  | 2018 | 2019 | 2020  | 2021 | 2022 | 2023  |
| ------------------------------------- | ---- | ---- | ----- | ---- | ---- | ----- | ---- | ---- | ----- |
| Classement mondial                    |      | 477e | 524e  | 151e | 530e | 1188e | 652e | nc   | 1784e |
| UCI Europe Tour                       | nc   | nc   | 1563e | nc   |      |       |      |      |       |
| UCI Africa Tour                       | 24e  | 14e  | 13e   | 1er  | 23e  | 45e   | 24e  | nc   | nc    |
|                                       |      |      |       |      |      |       |      |      |       |
| Légende : nc = non classéSource : UCI |      |      |       |      |      |       |      |      |       |

## Distinctions
- Cycliste africain de l'année : 2018